# Alpspitze
L'Alpspitze est un sommet des Alpes, à 2 628 m d'altitude, dans le Wetterstein, en Allemagne (Bavière).